# نگاره‌هایی در یک صومعه
نگاره‌هایی در یک صومعه (ایتالیایی: Immagini di un convento) یک فیلم کالت از فیلم‌ساز سرشناس ایتالیایی جو داماتو است که در سال ۱۹۷۹ منتشر شد.
در فیلم صحنه‌های خشن و بی‌پروای متعددی در ارتباط با تسخیرشدگی شیطانی وجود دارد و همچنین حاوی پورنوگرافی هاردکور که از سد ادارهٔ سانسور ایتالیا رد شد و در چند سینما در ایتالیا اکران شد.